# Spencer Pigot
Spencer James Pigot (Pasadena, 29 de setembro de 1993) é um automobilista estadunidense. Ele atualmente compete esporadicamente de corridas da IndyCar Series.